# سونغماي
سونغماي (بالإنجليزية: Xungmai)‏ هي منطقة سكنية تقع في الصين في أزمة التبت والصين. يقدر عدد سكانها بـ
- نسمة .